# Michelle Dupeuble
 (mai 2019).
Michelle Dupeuble est une organiste et une chanteuse lyrique française.
Elle est citée comme la « première organiste municipale de France », dans la revue municipale de Villeurbanne, Maxi Viva du 7 juin 2014.
Fille du secrétaire général de la mairie de Villeurbanne Michel Dupeuble, elle inaugura, dans la salle des mariages de l'hôtel de ville, un orgue exceptionnel en jouant la Marche des fiançailles de Lohengrin d’après l’opéra de Richard Wagner et Le Printemps de Camille Saint-Saëns.
Le Ménestrel, journal de musique, en date du 8 décembre 1933 précise que : « Depuis ce jour, tous les mariages, même les plus pauvres, sont célébrés aux sons des grandes orgues ».